# Pont en H
Pour les articles homonymes, voir Pont.

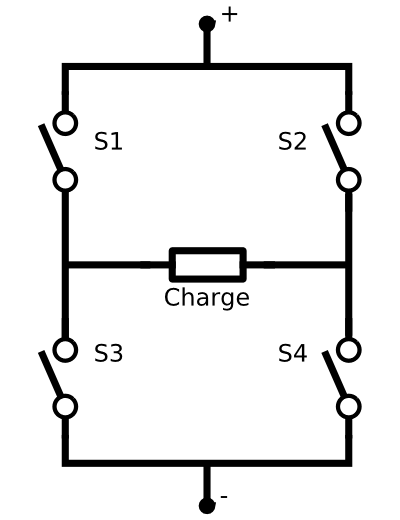
Circuit d'un pont en H

Le pont en H est une structure électronique servant à contrôler la polarité aux bornes d'un dipôle. Il est composé de quatre éléments de commutation généralement disposés schématiquement en une forme de H d'où le nom. Les commutateurs peuvent être des relais, des transistors, ou autres éléments de commutation en fonction de l'application visée.
Cette structure se retrouve dans plusieurs applications de l'électronique de puissance incluant le contrôle des moteurs, les convertisseurs et hacheurs, ainsi que les onduleurs. Il se présente sous différentes formes passant par les circuits intégrés pour les applications de faibles et moyennes puissances, les circuits discrets ainsi que les modules intégrés pour les moyennes et hautes puissances.

## Principe de fonctionnement

Circuit d'un pont en H (le tableau ci-contre correspond à ce circuit)

On utilise le pont en activant les commutateurs de différentes combinaisons pour obtenir le branchement voulu. Le tableau suivant résume les combinaisons permises. Toutes les combinaisons qui ne figurent pas dans le tableau sont interdites et créent un court-circuit de la source. Le courant de référence pour la charge est considéré comme étant de gauche à droite.
| État des commutateurs | État des commutateurs | État des commutateurs | État des commutateurs | Résultat à la charge                    |
| S1                    | S2                    | S3                    | S4                    | Résultat à la charge                    |
| --------------------- | --------------------- | --------------------- | --------------------- | --------------------------------------- |
| ouvert                | ouvert                | ouvert                | ouvert                | Aucune tension aux bornes de la charge. |
| fermé                 | ouvert                | ouvert                | fermé                 | Courant positif à travers la charge.    |
| ouvert                | fermé                 | fermé                 | ouvert                | Courant négatif à travers la charge.    |
| fermé                 | ouvert                | fermé                 | ouvert                | Charge court-circuitée.                 |
| ouvert                | fermé                 | ouvert                | fermé                 | Charge court-circuitée.                 |

## Utilisation avec les moteurs à courant continu

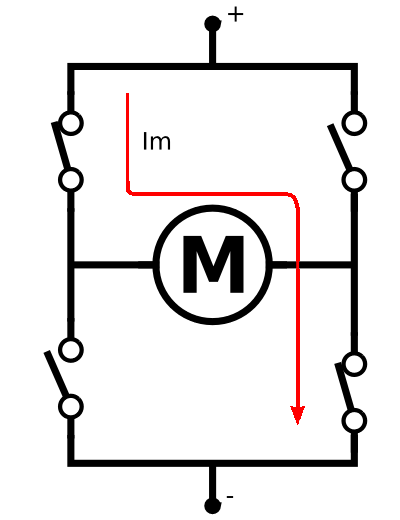
Pont en H avec une branche active

Le pont en H permet de réaliser 2 fonctions :
- inverser le sens de rotation du moteur en inversant le courant aux bornes du moteur,
- faire varier la vitesse du moteur en contrôlant la tension moyenne aux bornes du moteur par hachage.

De plus, le pont en H permet d'effectuer un freinage magnétique s’il est capable d'en dissiper la puissance générée (force électromotrice). Cette opération s'effectue en actionnant en même temps les deux commutateurs soit supérieurs soit inférieurs, ce qui court-circuite les bornes du moteur, et le fait par conséquent freiner. Mieux encore, il est possible avec un peu d'électronique et un contrôleur perfectionné d'effectuer un freinage régénératif. Dans le cas d'une alimentation à batterie, l'énergie est renvoyée aux batteries plutôt que dissipée dans les commutateurs du pont.

## Utilisation avec les hacheurs et les onduleurs
Le pont en H peut être commandé avec des signaux modulés en largeur d'impulsion. Lorsqu’un tel signal est appliqué à un des commutateurs inférieurs tandis que le commutateur supérieur opposé est en conduction, le pont devient effectivement un hacheur permettant de faire varier la puissance moyenne transmise à la charge. Dans un autre type d'application, le pont peut être commuté de manière à faire varier la polarité de la tension de charge de façon cyclique pour en faire un onduleur.